# Stolberg (Rheinland)
Stolberg är en stad i Nordrhein-Westfalen, Tyskland, nära Aachen. Staden har cirka 57 000 invånare, på en yta av 98 kvadratkilometer, och ingår i Aachens storstadsområde.

## Källor

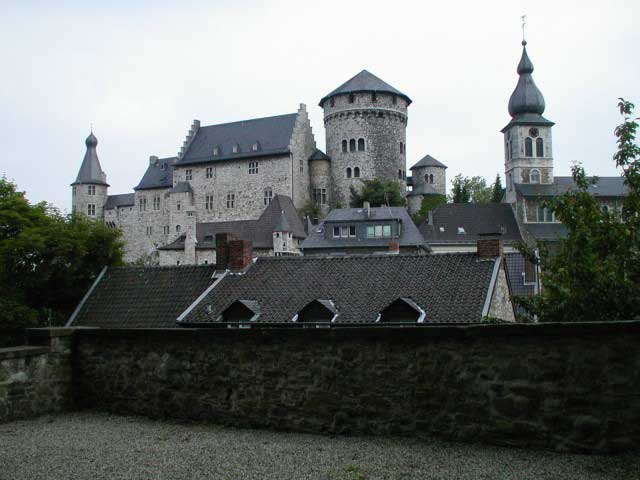
Borg och St. Luciakyrkan i Stolberg.

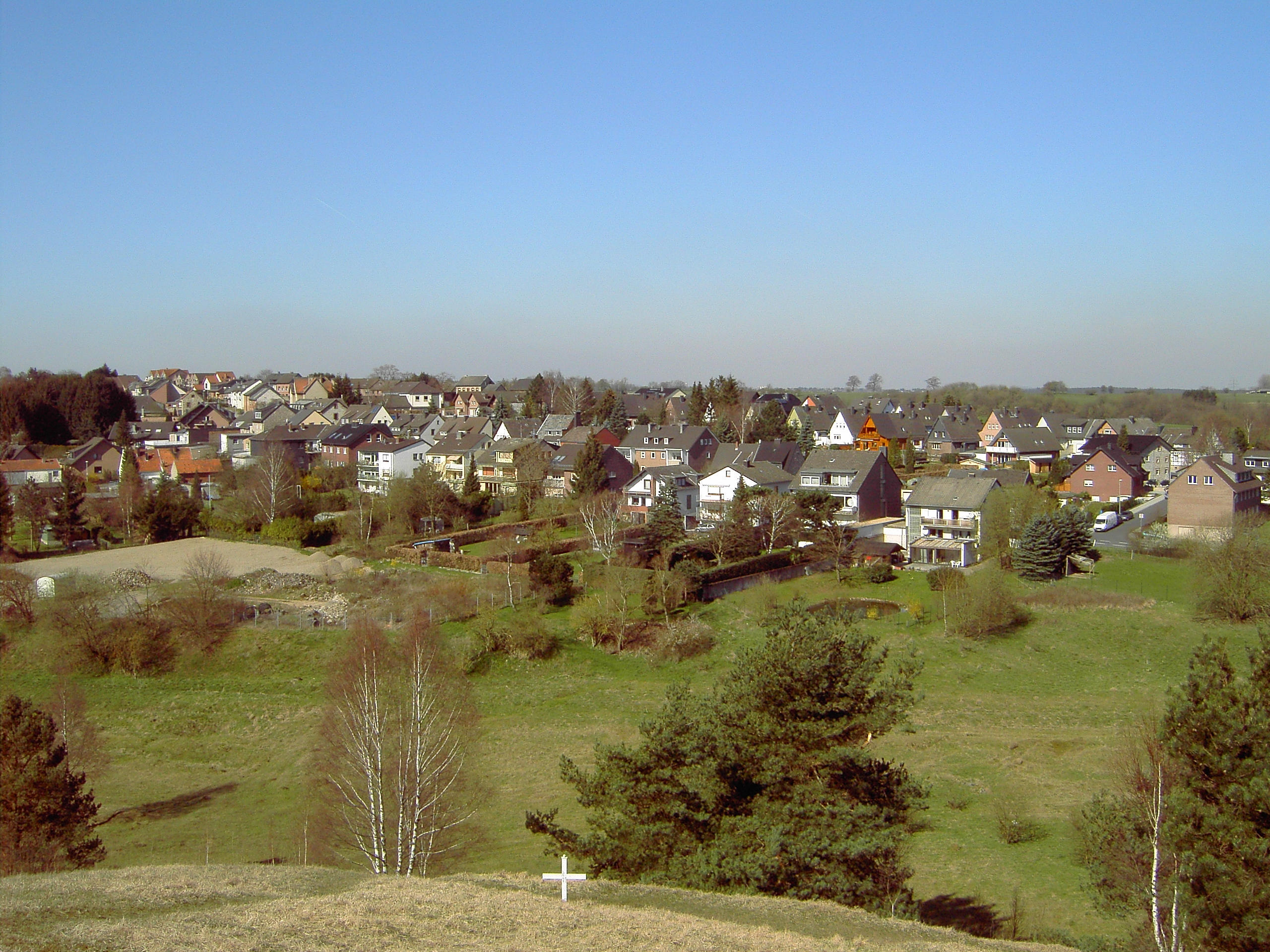
Stadsdelen Breinigerberg